# Arvesta

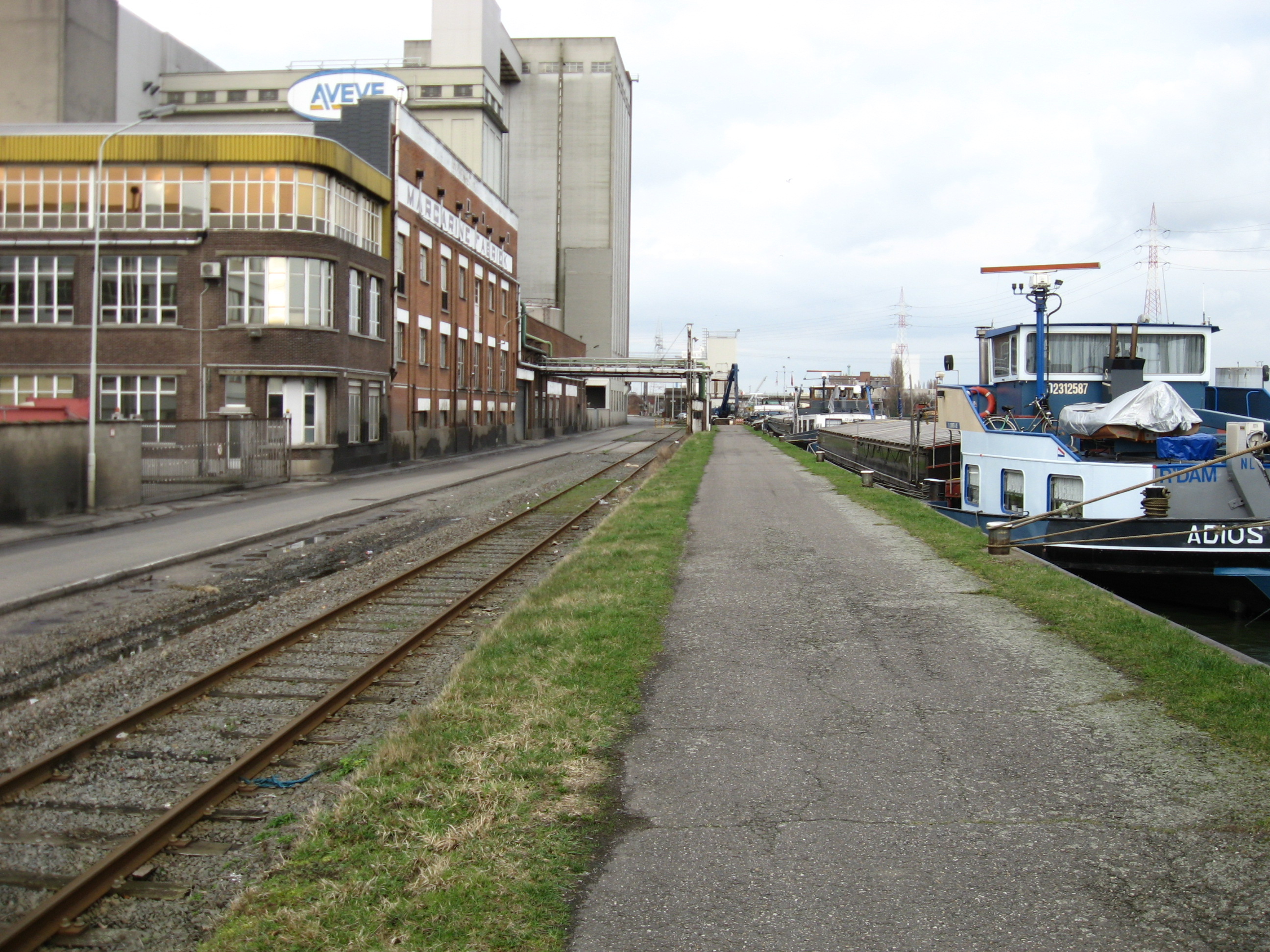
Een Aveve-fabriek in Merksem langs het Albertkanaal

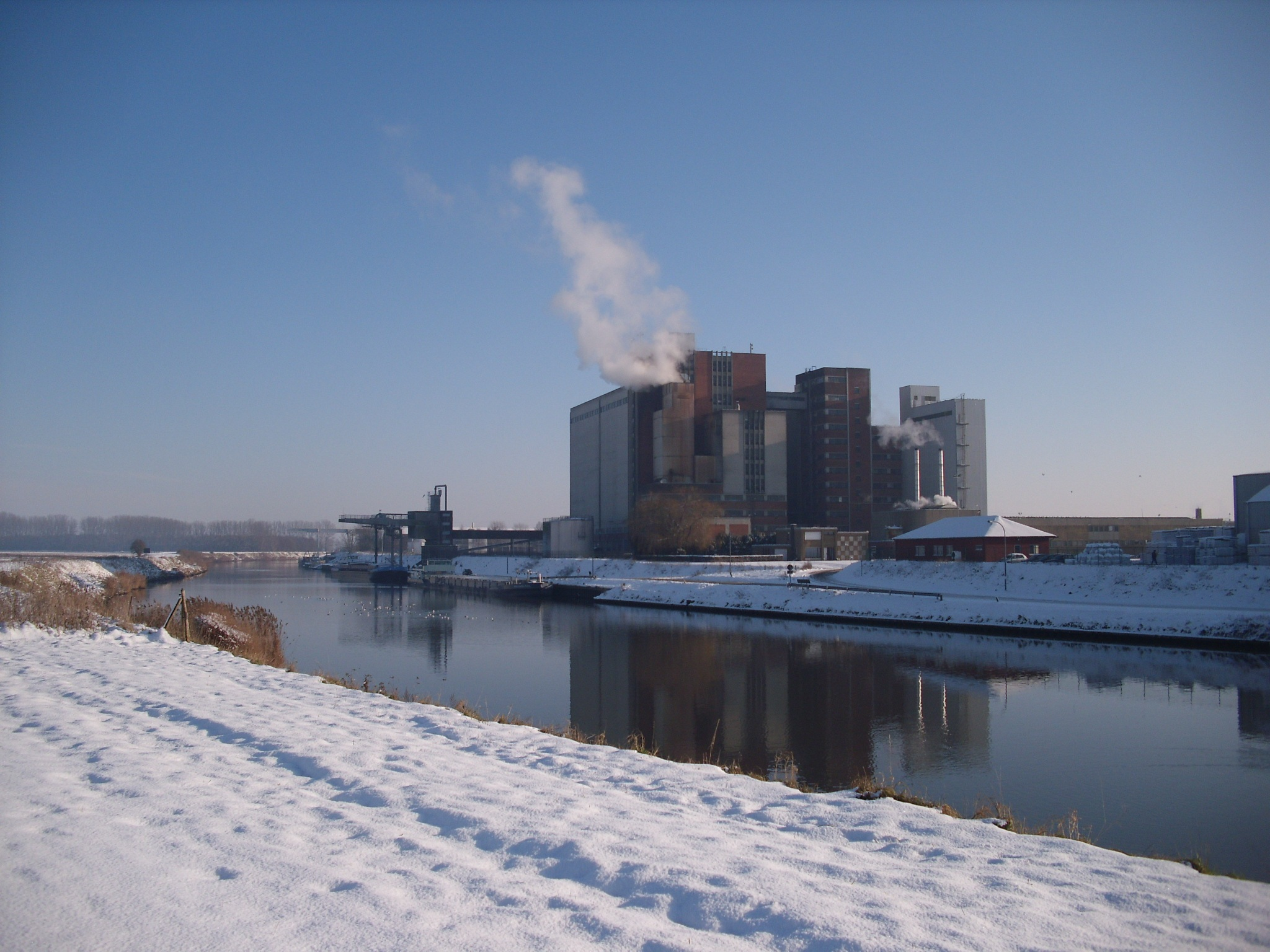
De Aveve-fabriek in Aalter langs het Kanaal Gent-Brugge

Arvesta, voorheen AVEVE, is een Belgische bedrijvengroep die actief is in de land- en tuinbouw. Arvesta is de handelspijler van de MRBB en is marktleider in het leveren van goederen en diensten, zoals veevoer, aan de professionele sector, maar heeft ook de grootste keten tuincentra voor particulieren van het land.

## Geschiedenis
De oorsprong van het bedrijf lag in het oprichten van een Verbruikscommissie door de Boerenbond in juli 1891. Het doel van deze Verbruikscommissie was het bijstaan van de lokale gilden in gezamenlijke aankopen, maar al gauw gebeurden bestelling via de Verbruikscommissie. Omdat een beroepsvereniging zoals de Boerenbond geen commerciële activiteiten mocht uitoefenen werd er een aparte naamloze vennootschap opgericht: de Aan- en Verkoopvenootschap of AVV.
In het begin van de 20ste eeuw werden hier en daar in Vlaanderen enkele magazijnen in gebruik genomen. Vanaf de jaren 20 groeide AVV sterk met verschillende magazijnen, molens, een eigen veevoederfabriek in Merksem en olieslagerij en de overname van enkele groente- en fruitveilingen. Om concurrentieredenen kwam er geen eigen kunstmestfabriek, maar participaties in Belgische chemische bedrijven. 
Na de Tweede Wereldoorlog hernam men pas vanaf 1949 weer de normale activiteiten. De veevoederfabriek werd gemoderniseerd, in Aalter kwam er één bij en in Landen een receptie- en trieerstation voor zaden. Vanaf de jaren 70 werden plaatselijke zaadhuizen opgeschaald tot tuincentra en in 1976 werden de aankoopafdelingen losgekoppeld van de Boerenbond. AVEVE werd het huismerk voor eigen veevoeders en andere producten en in 1984 werd dit ook de naam van de bedrijvengroep. Door overnames en participaties was de groep in 2000 aangegroeid tot 60 bedrijven. 
In 2016 werd Eric Lauwers CEO die zich tot doel stelde om de verschillende entiteiten beter te integreren. In september 2018 werd de naam van de groep gewijzigd in Arvesta, waarbij de Aveve-winkels als merk bleven bestaan.
In april 2023 verkocht het Nederlandse ForFarmers haar Belgische mengvoederactiviteiten, met de fabriek in Izegem, aan Arvesta.